# Hakea brownii
Hakea brownii (лат.) — кустарник, вид рода Хакея (Hakea) семейства Протейные (Proteaceae), произрастающий в районе Уитбелт (Западная Австралия).

## Ботаническое описание
Hakea brownii — ветвистый кустарник, высота которого достигает 0,4—2,5 м. Мелкие ветви и молодые листья плотно покрыты спутанными рыжими шелковистыми волосками, становящимися гладкими при цветении. Листья декоративные веерообразные жёсткие с чёткой текстурой и колючие по краю. Листья имеют прямые края и сужаются к черешку, их длина 2,8—6,5 см, ширина 2—6 мм. Соцветие состоит из 6—10 небольших душистых кремово-коричневых цветков на слабовыраженной цветоножке. Цветоножки длиной 2—6 мм густо покрыты спутанными шелковисто-рыжими волосками, простирающимися на нижнюю часть цветка. Околоцветник длиной 5—7 мм и столбик длиной 7—9 мм. Цветки появляются группами в пазухах листьев или непосредственно на коре старых ветвей с августа по ноябрь. Крупные округлые яйцевидные плоды имеют длину 3,5—5 см и ширину 4—4,5 см. Поверхность плода морщинистая и может иметь сеть прожилок, сходящихся к короткому клюву.

## Таксономия
Вид Hakea brownii, или хакея Броуна, был описан швейцарским ботаником Карлом Мейсснером в 1845 году в Plantae Preissianae. Вид назван в честь Роберта Броуна, библиотекаря Лондонского Линнеевского общества.

## Распространение и местообитание
Хакея Броуна широко распространена от прибрежных равнин реки Мерчисон через центральный Уитбелт до мыса Рича. Растёт на песчаных суглинках, глубоких песках, на песках над латеритом на пустошах или в кустарниковых зарослях. Требует солнечного хорошо дренированного участка. Морозостойкий вид, используемый в цветочном искусстве. Создаёт среду обитания диких животных.

## Охранный статус
Охранное состояние H. brownii классифицируется как «не угрожаемое» правительством Западной Австралии.